# Xiria obliqua
Xiria obliqua är en tvåvingeart som beskrevs av Osten Sacken 1881. Xiria obliqua ingår i släktet Xiria och familjen bredmunsflugor. Inga underarter finns listade i Catalogue of Life.